# Hitoshi Ashinano
Hitoshi Ashinano (jap. 芦奈野 ひとし, Ashinano Hitoshi; * 25. April 1963 in Yokosuka, Kanagawa, Japan) ist ein japanischer Manga-Zeichner.
Gegen Anfang der 1990er Jahre war er in der Entstehung von Anime involviert, ließ nach einiger Zeit jedoch davon ab und begann mit dem Zeichnen von Mangas. Er assistierte zeitweise Kōsuke Fujishima. Beim Spazierengehen kam ihm die Idee zu seinem ersten Werk, einer zwanzigseitigen Kurzgeschichte mit dem Titel Yokohama Kaidashi Kikō, die er beim Manga-Magazin Afternoon einreichte, in dem zu dieser Zeit unter anderem Kosuke Fujishimas Oh! My Goddess erschien. Darin erzählt er von der Roboterfrau Alpha, die ein kleines Café auf der Miura-Halbinsel, Ashinanos Heimat, führt. Nachdem die Kurzgeschichte den Afternoon Shiki-Preis gewonnen hatte und im April 1994 im Afternoon veröffentlicht worden war, beschloss er, das kurze Werk zu einer regelmäßig erscheinenden Serie auszubauen und zeichnete noch bis April 2006 an Yokohama Kaidashi Kikō, das erst nach über 2.000 Seiten endete, auch in anderen asiatischen Ländern erschien, den Seiun-Preis gewann und als Anime umgesetzt wurde. 2003 verlegte der Kodansha-Verlag das Artbook Yokohama Kaidashi Kikō – Ashinano Hitoshi Gashū (ヨコハマ買い出し紀行・芦奈野ひとし画集), das über 100 Illustrationen des Zeichners zu Yokohama Kaidashi Kikō beinhaltet.
Seine einzige weitere, offizielle Manga-Serie ist PositioN, das erstmals 1999 im Afternoon Season Zōkan, einer Sonderausgabe des Afternoon, erschien und seitdem unregelmäßig im Afternoon Season Zōkan und nach der Einstellung dessen im Bessatsu Morning, einem Nebenmagazin des Morning. Bisher sind sieben Kapitel veröffentlicht worden.
Unter dem Namen Sūke zeichnet Hitoshi Ashinano Dōjinshis, darunter Parodien auf Kosuke Fujishimas You’re Under Arrest!.

## Werke
- Kabu no Isaki (カブのイサキ), 2007–2013
- Yokohama Kaidashi Kikō (ヨコハマ買い出し紀行), 1994–2006
- PositioN, seit 1999